# Chiesa di San Niccolò (Siena)
La chiesa di San Niccolò si trova a Siena in via Roma.

## Storia e descrizione
Costruita nel 1887 come nuova chiesa dell'ex ospedale psichiatrico, mantenne il vecchio portale e all'interno alcuni dipinti e arredi. L'opera più significativa che vi si conserva è l'Immacolata Concezione tra David e Isaia eseguita nel 1629 da Rutilio Manetti e suo capolavoro della tarda età per l'ambientazione naturale, la resa materica delle stoffe e il realismo dei volti dei protagonisti.